# Episinus truncatus
Episinus truncatus — вид пауков-тенетников из рода Episinus.
Самка от 3,5 до 4,0 мм, самец от 3,25 до 4,0 мм.